# Горњи Бушевић (Крупа на Уни)
Горњи Бушевић је насељено мјесто у општини Крупа на Уни, Република Српска, БиХ. Према попису становништва из 2013. у насељу је живјело 204 становника.

## Географија
Горњи Бушевић се до распада Југославије налазио у југословенској општини Босанска Крупа. Након рата у БиХ, један дио некадашњег југословенског насељеног мјеста Горњи Бушевић у тадашњој општини Босанска Крупа је ушао у састав општине Крупа на Уни у Републици Српској.

## Становништво
| Демографија | Демографија | Демографија |
| Година      | Становника  | Становника  |
| ----------- | ----------- | ----------- |
| 1948.       | 867         |             |
| 1953.       | 911         |             |
| 1961.       | 871         |             |
| 1971.       | 777         |             |
| 1981.       | 658         |             |
| 1991.       | 493         |             |
| 2013.       | 204         |             |